# Abu l-Qasim Tayyib
Abū al-Qāsim Tayyib ibn Manṣūr (in arabo ﺍﺑﻮ ﺍﻟﻘﺎﺳﻢ طيب ﺑﻦ ﻣﻨﺼﻮﺭ‎?; fl. XII secolo) fu il figlio dell'Imam fatimide al-Āmir bi-aḥkām Allāh.
Tayyib è annoverato come 21º Imam musta'liano, secondo i Bohora, "occultatosi" (ossia "entrato in ghayba") al mondo fin dalla sua più tenera età e agente nel mondo sensibile attraverso la reggenza spirituale di un Dāʿī al-Muṭlaq (Agente missionario assoluto).
Secondo la tradizione tayyibita, la regina al-Ḥurra al-Malika dello Yemen, su istruzioni ricevute dal 20º Imam musta'liano, al-Āmir bi-aḥkām Allāh, al momento della morte di questi consacrò un Dāʿī al-Muṭlaq come vice-reggente con ogni potere materiale e spirituale sulla comunità musta'liana.
Solo alcuni gruppi in Siria e in Yemen sostennero la causa di Tayyib, come loro 21º e ultimo Imam, formando la Tayyibiyya, che rapidamente divenne una daʿwa indipendente. I suoi reggenti furono Maʾdhūn (in arabo مأذون‎?) e Mukāsir (in arabo مكاسر‎?).
Gli Ismailiti musta'liani Ḥāfiẓa accettarono (in Egitto e nella maggior parte della Siria) la legittimità della successione di al-Hafiz - suo cugino, che regnò tra il 1130 e il 1149 - formando la Ḥafiẓiyya.
Il dāʿī Dhuʿayb b. Mūsā, figlio della al-Ḥurra al-Malika, prese in carico la comunità religiosa ismailita dei Tayyibiyya.